# Culex miraculosus
Culex miraculosus är en tvåvingeart som beskrevs av Bonne-wepster 1937. Culex miraculosus ingår i släktet Culex och familjen stickmyggor. Inga underarter finns listade i Catalogue of Life.